# Sainte-Marguerite, Haute-Loire
Sainte-Marguerite är en kommun i departementet Haute-Loire i regionen Auvergne-Rhône-Alpes i centrala Frankrike. Kommunen ligger i kantonen Paulhaguet som tillhör arrondissementet Brioude. År 2022 hade Sainte-Marguerite 37 invånare.

## Befolkningsutveckling
Antalet invånare i kommunen Sainte-Marguerite
| Referens: INSEE |